# 比捷 (上索恩省)
比捷（法語：Buthiers，法語發音：[bytje] ⓘ）是法国上索恩省的一个市镇，属于沃苏勒区。

## 地理
比捷（47°20'48"N, 6°2'0"E）面积5.69 平方千米，位于法国勃艮第-弗朗什-孔泰大區上索恩省，该省份为法国东部内陆省份，北起顺时针与孚日省、贝尔福地区省、杜省、汝拉省、科多尔省和上马恩省接壤。
与比捷接壤的市镇（或旧市镇、城区）包括：博奈、梅雷-维埃耶、佩鲁斯、奥尼翁河畔沃赖。

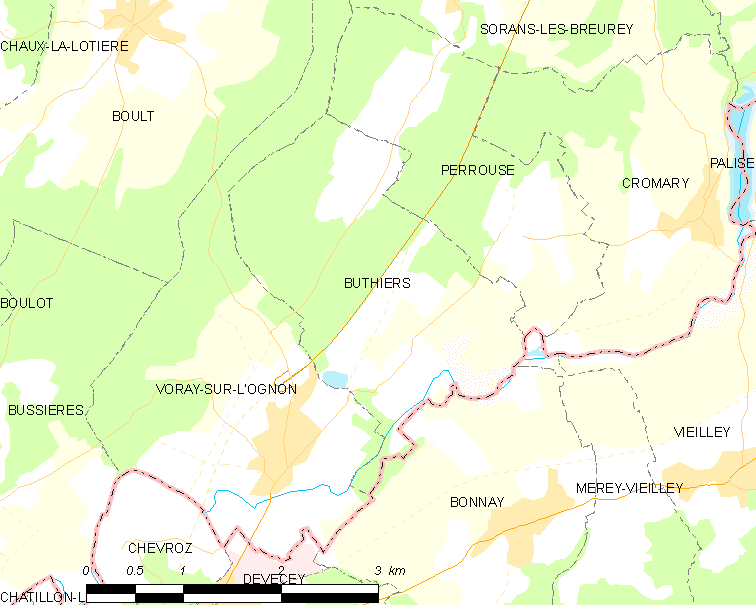
的OSM定位图

比捷的时区为UTC+01:00、UTC+02:00（夏令时）。

## 行政
比捷的邮政编码为70190，INSEE市镇编码为70109。

## 政治
比捷所属的省级选区为里奥县。

## 人口

1962-2008年间人口变化图示

比捷于2022年1月1日时的人口数量为326人。